# Campo da Rua da Rainha
O Campo da Rua da Rainha foi o primeiro campo do Futebol Clube do Porto, que serviu de casa ao clube de 1906 a 1912, altura em que foi substituído pelo Campo da Constituição.

## História
Reativado a 2 de Agosto de 1906 por José Monteiro da Costa, o FC Porto procurou de imediato um local onde construir as suas instalações desportivas. Junto à casa do refundador e presidente, na Rua da Rainha (cujo nome seria alterado após a Implantação da República para Rua Antero de Quental), havia um terreno alugado à Companhia Hortícola Portuense, do qual sobrava um espaço não cultivado. Decidiu-se aproveitá-lo, tendo Jerónimo Monteiro da Costa, pai de José, presidido à comissão instaladora. Construiu-se apenas um pequeno campo de 30x50 metros - o primeiro campo relvado em Portugal - mas ainda em 1906 os viveiros de plantas seriam transferidos para outro local, permitindo ao FC Porto criar um campo com as medidas oficiais rodeado de bancos para 600 pessoas e ainda uma pista de atletismo (para saltos e lançamentos), balneários e um bar.
Em 1907 a sede do FC Porto foi transferida da sua primeira localização, na Rua de Santa Teresa, para junto do Campo da Rua da Rainha. No mesmo ano foi acrescentado ao complexo um campo de ténis.
No final do ano de 1911 o FC Porto foi informado de que teria que desocupar o terreno da Rua Antero de Quental, para que no local fosse construída uma fábrica. A mudança para o Campo da Constituição realizar-se-ia cerca de um ano depois.

## Momentos especiais
- 1907 FC Porto 1 x 5 Boavista FC , no primeiro jogo oficial que se viria a tornar <<derby>> entre as duas equipas.
- 15 de Dezembro de 1907 - FC Porto x Real Fortuna de Vigo, primeira recepção de um clube português a uma equipa estrangeira. Desconhece-se o resultado.
- 2 de Abril de 1911 - FC Porto 3 x 1 Boavista, que garantiu a vitória na primeira edição da Taça José Monteiro da Costa, o primeiro título oficial da história do FC Porto.